# Zygophylax armata
Zygophylax armata är en nässeldjursart som först beskrevs av James Cunningham Ritchie 1907.  Zygophylax armata ingår i släktet Zygophylax och familjen Lafoeidae.
Artens utbredningsområde är Södra Ishavet. Inga underarter finns listade i Catalogue of Life.